# Розкішне (Луганський район)
Розкі́шне — село в Україні, у Луганській міській громаді Луганського району Луганської області. Населення становить 6482 особи (станом на 2001 рік).

## Географія
Село Розкішне лежить за 5,7 км на північний схід від районного центру, фізична відстань до Києва — 647,1 км. На околицях села розташована ботанічна пам'ятка природи місцевого значення «Балка Плоска».

## Історія
До 1775 року на території сучасного села був степ, населення не було. У 1775 році за розпорядженням цариці Єлизавети побудовано патронний завод, першими робітниками якого були кріпаки та виселенці. Оскільки до кінця XVIII ст. на території Донбасу кріпосного права не було, сюди й збиралися кріпаки-утікачі та міська біднота.
Першим, майже 200 років тому, поселився кріпак-утікач Данило Іваненко зі своєю сім'єю. Поступово підселялися й інші бідняки. Потім пани почали поселяти своїх кріпаків разом з управителями маєтків, а самі жили в Петербурзі та Катеринославі. Селяни почали вирощувати хліб, овочі, розводити худобу. Вони й дали початок селу.
До складу Розкішнянської сільської ради входили села Василівка, Знам'янка, Комуна, Петрівка, Роздалинівка (до перейменування називалось Розалинівка — на честь панночки Розалії). У 1965 році вони об'єдналися в один населений пункт, якому дали назву Розкішне. У кожного села своя історія розвитку й історія назви.
На місці панської економії в 1921 році була організована комуна ім. Ворошилова, яка складалась з 44 осіб — бідних безземельних селян, що жили в бараці (зберігся до сьогодні).
Територія Донбасу довгий час залишалася малозаселеною. У зв'язку з цим цар Микола II здавав частину земель в оренду німцям. Так з'явилась німецька колонія на території сучасної Знам'янки. Самі ж німці спочатку жили в Луганську, а сюди приїхали обробляти землю, згодом поселившись на цих землях.
Заселення Знам'янки почалося після революції, у 1929 році. До кількох хатин, побудованих німцями, приєдналися будівлі тих, хто приїхав сюди з Голубівки (Шовкового Протоку). Після того, як розпалася комуна ім. Ворошилова, сюди перебралося ще декілька сімей колишніх комуністів.
У 1900 році в селі налічувалося 72 господарства. Земля належала пані Курочкиній та пану Шишальському. Марія Петрівна Курочкіна (поміщиця) здала свою землю в оренду земству, а 1000 га продала панові Приходьку після того, як її маєток було спалено селянами. Пан Приходько на річці Ольхівці побудував водяний млин. Одержані гроші від продажу землі М. П. Курочкіна віддала на будівництво маленької школи, але їх не вистачало, й населення вирішило просити грошей у земства. Земство ж висунуло умови, що школа буде побудована на межі з Вєролюбівкою (Розалинівкою).
До більшовицької революції вся земля по обидва береги річки Ольхівки (територія нинішньої Комуни й частини Козлячого) належала панові Приходьку, який жив у Луганську, а тут мав економію, де працювали безземельні наймити — вирощували хліб та наглядали за панською худобою.
У 1902 році, по закінченні будівництва, земська школа почала функціонувати. Першим учитилем був Федір Минович Бабело, який працював у школі 4 роки, а потім виїхав до Луганська.
У 1907 році вчителів було вже двоє: Архип Васильович Жир і Родіон Ігнатович (прізвище невідоме). Це були найграмотніші люди в селі на той час. Вони вчили читати, займалися революційною діяльністю, привозили листівки й розповсюджували їх серед населення, організовували підпільні групи, до яких входили Андрій Савович Іваненко, Кузьма Олексійович Мазур, Артем Афанасьєв та інші. За ними постійно стежила поліція.
Хвиля революції докотилася й до маєтку пана Приходька. Побачивши, з якою ненавистю почали ставитися до нього його працівники, пан змушений був утекти за кордон, залишивши своє господарство, машини, водяний млин, худобу. Руйнування поміщицького маєтку проходило під керівництвом голови ревкому Андрія Савовича Іваненка.
У селі встановили радянську владу. Старостою був обраний Пилип Абрамович Коноваленко, писарем — Федір Мойсейович Богданов.
Першими комсомольцями були Іван Іванович Іваненко, Василь Васильович Козлов, Андрій Васильович Козлов, Михайло Андрійович Гаврющенко, Зінаїда Василівна Козлова, Антоніна Василівна Козлова.
У 1918 році в село вступили козацькі полки і взяли владу в свої руки.
Ревкому довелося тікати. Кілька разів Червона армія відвойовувала село, і знову втрачала свої позиції.
На початку травня 1919 року Денікін зі своєю армією захопив Луганськ, а трохи пізніше й увесь Донбас, який на той час мав велике стратегічне значення для всього світу, адже в ті часи була загальноєвропейська вугільна криза.
У 1929 році на території колишньої Петрівської ради організовано великий колгосп «Гігант», головою якого обрано Винокурова. Господарство було розділене на п'ять колгоспів.
У червні 1942 року територію Розкішного окупували німецькі війська. В селі після призову в діючу армію залишилися тільки жінки, діти і старі. Після відступу Червоної армії була евакуйована вся худоба.
Окупація села тривала 9 місяців. У лютому 1943 року через Розкішне проходила лінія фронту.
У ніч на 10 лютого 1943 року село було звільнене.
У 50-х роках закінчилося відновлення села. Воно значно зросло, порівняно з довоєнним періодом.
У країні розпочалося укрупнення колгоспів. Так, із п'яти господарств створено три: колгоспи ім. Леніна, ім. Шевченка та ім. Чкалова.
У 1962 році на території Петровської ради створено радгосп «Ударник». Села об'єднали і назвали — Розкішне.
Майже на 10 км розкинулося нині село Розкішне по обидва береги річки Ольхівки. І назву свою воно отримало за велику протяжність і красу.
Період розквіту села припав на 70-80-ті роки XX століття, коли воно розвивалось швидкими темпами. Наприкінці 60-х років у Розкішному почали будувати багатоквартирні будинки. У 1968 році побудували нову школу, до якої перевели дітей із трьох старих шкіл. Але й цей навчальний заклад недовго задовольняв потреби села. У 1979 році здана в експлуатацію сучасна школа з просторими класами, майстернями, спортивним залом.
У 70-х роках споруджені Будинок культури на 350 місць, дитячий садок «Тополя».
У 80-х роках одинадцять мешканців села воювали в Афганістані. Один із них — Польовий В'ячеслав Миколайович — загинув у 1986 році, його іменем названа школа в селі.
14 липня 2014 року сили антитерористичної операції звільнили село Розкішне від угрупувань сепаратистів і терористів, які намагалися посіяти в регіоні, під прапорами Російської Федерації, а також самопрошолошеної так званої Луганської народної республіки, хаос, безправ'я і мародерство.

## Населення
Станом на 1989 рік у селі проживало 6244 особи, серед них — 2936 чоловіків і 3308 жінок.
За даними перепису населення 2001 року у селі проживали 6482 особи. Рідною мовою назвали:
| Мова       | Кількість осіб | Відсоток |
| ---------- | -------------- | -------- |
| російська  | 3701           | 57,10 %  |
| українська | 2748           | 42,39 %  |
| вірменська | 15             | 0,23 %   |
| білоруська | 7              | 0,11 %   |
| молдовська | 1              | 0,02 %   |
| гагаузька  | 1              | 0,02 %   |
| інші       | 8              | 0,13 %   |

## Політика
Голова сільської ради — Медічева Катерина Борисівна, 1957 року народження, вперше обрана у ? році. Інтереси громади представляють 30 депутатів сільської ради:
| Партія            | Кількість депутатів | Відсоток |
| ----------------- | ------------------- | -------- |
| «Партія регіонів» | 21                  | 70,00 %  |
| Самовисування     | 8                   | 26,67 %  |
| «Сильна Україна»  | 1                   | 3,33 %   |

## Соціальна сфера
Нині в селі функціонують медична амбулаторія, пошта, аптека, Будинок культури, школа, дитячий садок, магазини.

## Уродженці
- Леус Олена Євгенівна (* 1960) — сучасна українська художниця.